# Arapaçu-riscado
O arapaçu-riscado (Xiphorhynchus obsoletus ) é uma espécie de ave da subfamília Dendrocolaptinae eda família Furnariidae . É encontrada no bioma amazônico em uma região englobando Bolívia, Brasil, Colômbia, Equador, Guiana Francesa, Guiana, Peru, Suriname e Venezuela.

## Taxonomia
Há quatro subespécies listadas: 
- Xiphorhynchus obsoletus palliatus (des Murs, 1856)
- Xiphorhynchus obsoletus notatus (Eyton, 1852)
- Xiphorhynchus obsoletus obsoletus (Lichtenstein, MHC, 1820)
- Xiphorhynchus obsoletus caicarae (Zimmer, JT & Phelps, WH, 1955)

Há questionamentos quanto a X. o. caicarae ser uma subespécie válida.

## Descrição
O arapaçu-riscado é uma ave de tamanho médio, com um bico ligeiramente curvado. Os indivíduos adultos têm de 18 a 20.5 centímetros de comprimento. Não há dimorfismo sexual notável. Adultos da subespécie nominal X. o. obsoletus têm, na parte da cabeça, finas listras de cor creme que são se tornam semelhantes a escamas nas laterais do pescoço.  O dorso é marrom-oliva com listras bege-esbranquiçadas e bordas escuras. A parte posterior, as asas e a cauda são de cor canela-avermelhada. A região da garganta é branca e amarelada. A íris do olho desta ave é marrom a marrom escuro. As aves juvenis são semelhantes às adultas, mas com bordas escuras menos bem definidas em suas manchas e listras.
As subespécies se misturam em suas zonas de contato.

## Distribuição e habitat
As subespécies do arapaçu-riscado são registradas nas seguintes regiões:
- X. o. palliatus é encontrada na Bacia Amazônica no sudeste da Colômbia, leste do Equador, leste do Peru, norte da Bolívia e na parte oeste do Brasil, mas a leste do Rio Negro
- X. o. notatus é encontrada nos departamentos de Arauca e Vichada, no leste da Colômbia, nas partes oeste e sul da Venezuela e no noroeste do Brasil
- X. o. obsoletus é encontrada na bacia amazônica do nordeste e leste da Venezuela, na regiãoGuianas, o nordeste da Bolívia e o Brasil a leste do Rio Negro e ao sul, chegando ao estado do Mato Grosso
- X. o. caicarae é encontrada no curso médio do Rio Orinoco, no estado de Bolívar, no centro da Venezuela

O arapaçu-riscado encontra-se majoritariamente em florestas estacionais sempre-verdes e tende a permanecer próximo à água. em regiões como várzeas e igapós. Na parte sul de sua distribuição, ocorre em florestas de galeria no cerrado. É encontrada apenas abaixo de 500 metros de altitude .

## Comportamento

### Migração
O arapaçu-riscado não é considerado migratório, sendo residente durante todo o ano em sua área de distribuição.

### Alimentação
O arapaçu-riscado é se alimenta principalmente de insetos e outros artrópodes, como aranhas. Geralmente ele forrageia sozinho, mas às vezes em pares. Ele sobe em troncos e galhos, às vezes na parte inferior destes, e coleta, sonda e bica presas. Ele também captura uma parte significativa de suas presas no ar.

### Vocalização
O arapaçu-riscado canta principalmente ao amanhecer e ao anoitecer, mas também intermitentemente durante o dia.

## Status
A IUCN avaliou o arapaçu-riscado como sendo de menor preocupação (Least Concern). Não foram identificadas ameaças imediatas.  É considerado incomum ou bastante comum em grande parte de sua área de distribuição, mas apenas raro e em sua periferia. Acredita-se que seja ao menos um pouco sensível à perda e fragmentação da floresta. Todavia, a natureza sucessional do seu habitat (próximo a corpos d'água), no entanto, sugere maior tolerância à mudanças do que as espécies de arapaçu de terra firme.